# Lew Leszczenko
Lew Walerjanowicz Leszczenko (ros. Лев Валерьянович Лещенко; ur. 1 lutego 1942 w Moskwie) – rosyjski piosenkarz.

## Życiorys
Karierę rozpoczął w 1962 w czasie służby wojskowej w jednostce Armii Radzieckiej stacjonującej w NRD, gdzie został solistą zespołu. Po służbie w armii ukończył studia na Akademii Sztuki Teatralnej GITIS.
Szerszą popularność w ZSRR zawdzięcza pierwszej nagrodzie na Międzynarodowym Festiwalu Interwizji w Sopocie w 1972. Uzyskał ją za wykonanie piosenki „Я не был с ним знаком” (Nie znałem się z nim) znanej również pod tytułem „За того парня'” (ex aequo z Andrzejem Dąbrowskim nagrodzonym za piosenkę „Do zakochania jeden krok”). W tym samym roku Leszczenko został wyróżniony także na bułgarskim festiwalu „Złoty Orfeusz” w Słonecznym Brzegu (pierwszą nagrodę zdobyła wówczas Zdzisława Sośnicka).
Leszczenko znany jest najlepiej z wykonania piosenki „Dzień Zwycięstwa” (День Победы) skomponowanej przez Dawida Tuchmanowa do słów Władimira Charitonowa. Piosenkę tę Leszczenko wykonał po raz pierwszy w końcu 1975 i zdobyła ona natychmiastową popularność, łącznie z uznaniem Leonida Breżniewa. Od tego czasu była stałym elementem uroczystości związanych z zakończeniem II wojny światowej w krajach bloku socjalistycznego. W PRL, podobnie jak wielu innych krajach komunistycznych, piosenkę przetłumaczono na polski i często śpiewano na uroczystych akademiach. We współczesnej Rosji Leszczenko rokrocznie wykonuje ją w dniu 9 maja w czasie transmitowanego na cały kraj koncertu.
Inną popularną w PRL piosenką tego wykonawcy była „Nie płacz, diewczonka”.
Jest pierwszym wykonawcą piosenek wielu znanych kompozytorów radzieckich i rosyjskich m.in. Aleksandry Pachmutowej, Wiaczesława Dobrynina czy Igora Krutoja.
11 lipca 2009 roku artysta wystąpił wraz z innymi gwiazdami (m.in. Lube, Valeria) podczas Festiwalu Piosenki Rosyjskiej w Zielonej Górze.